# Jimmy Wilkerson
Jimmy Wilkerson (Mount Pleasant, Texas; 4 de enero de 1981 – Oklahoma City, Oklahoma; 13 de diciembre de 2024) fue un jugador estadounidense de fútbol americano que jugó nueve temporadas con cuatro equipos en la posición de defensive end y fue dos veces campeón de la NCAA.

## Carrera

### Universitario
A nivel universitario jugó para los Oklahoma Sooners en 38 partidos, 24 de los cuales lo hizo como titular y consiguió la marca de 130 tackleadas, 35 de ellas para pérdida de yardas, 12 capturas de quarterback en 28 jugadas de presión, 13 pases desviados y cuatro fumbles provocados, siendo seleccionado dos veces en el First-team All-Big 12 y campeón universitario en 2000.

### Profesional
Fue seleccionado en la sexta ronda en la posición 189 global por los Kansas City Chiefs en el Draft de la NFL de 2003, equipo con el que jugó sus cuatro primeras temporadas como profesional.
El 1 de marzo de 2008 firma un contrato por dos temporadas con los Tampa Bay Buccaneers, donde fue titular en los 16 partidos de la temporadas 2008 en las que consiguió 23 tackleadas, 5.0 capturas y un fumble. En 2009 fue titular en 15 partidos donde sufrió una torcedura del ACL ante los New Orleans Saints el 27 de diciembre de 2009 y fue puesto en la lista de reservas lesionados al día siguiente. Wilkerson tuvo sus mejores números de carrera en una temporada en tackleadas (46), capturas (6.0) y fumbles (2).
El 20 de abril de 2010 Wilkerson firmó un contrato con los New Orleans Saints por una temporada. Wilkerson firma un contrato de una temporadas con los Seattle Seahawks el 2 de agosto de 2011 y luego se retiró al finalizar la temporada.

## Tras el retiro
Wilkerson firmó con los Texas A&M–Commerce Lions como entrenador de línea defensiva en 2017 donde se especializó en neutralizar el ataque terrestre del rival. Después ocupó el mismo puesto en la Carl Albert Highschool (Mid-Del School District) en Midwest, Oklahoma.

## Muerte
Wilkerson murió de un ataque cardíaco en Oklahoma City, Oklahoma el 13 de diciembre de 2024 a los 43 años.